# バーナード・エドワーズ
バーナード・エドワーズ（Bernard Edwards、1952年10月31日 - 1996年4月18日）は、アメリカのベーシスト、歌手、ソングライター、音楽プロデューサーであり、主にシックの共同創設メンバーでギタリストであるナイル・ロジャースとのディスコ・ミュージックの仕事で知られている。2017年、エドワーズは『Bass Player』誌で史上53番目に偉大なベーシストに選ばれた。

## 略歴
エドワーズはノースカロライナ州グリーンビルで生まれ、ニューヨーク・ブルックリンで育ち、1970年代初頭にナイル・ロジャースと出会った。当時、エドワーズはロジャースのガールフレンドの母親と一緒に郵便局で働いていた。2人はビッグ・アップル・バンド（Big Apple Band、1972年から1976年に活動）を結成し、ドラマーのトニー・トンプソンと団結して、最終的に歌手のノーマ・ジーン・ライトを加え、シックを結成した。
エドワーズはシック（1976年から1983年に活動）で、「ダンス、ダンス、ダンス」「エヴリバディ・ダンス」「おしゃれフリーク」「アイ・ウォント・ユア・ラヴ」「グッド・タイムス」などの時代を定義するヒット曲を作り出した。エドワーズはまた、ナイル・ロジャースと協力して他のアーティストのためにプロデュースと作曲を行い、シックを使ってリード・ボーカルを除くすべての音楽とボーカルを演奏した。ノーマ・ジーン・ライト、シスター・スレッジ、シェイラ&B・デヴォーション、ダイアナ・ロス、ジョニー・マティス、デビー・ハリー、フォンジ・ソーントンによる作品は、「Saturday」「He's The Greatest Dancer」「We Are Family」「Spacer」「Upside Down」「I'm Coming Out」「Backfired」などのヒット曲につながった。「We Are Family」の中で、キャシー・スレッジはエドワーズに短い叫び声を上げ、「イェイ、来てバーナード、演奏して…ファンキーなベースを演奏して、ボーイ!」と歌っている。ひとりのソングライター/プロデューサーとして、彼はダイアナ・ロスに、RCAとロスの国際レーベルであるキャピトルEMIからリリースされた1985年のプラチナ・アルバム『スウェプト・アウェイ』からのトップ15ヒット「Telephone」を提供した。
エドワーズは1983年にソロ・アルバム『グラッド・トゥ・ビー・ヒア』をリリースし、1985年にはスーパーグループ、パワー・ステーションの結成に尽力した。バンドのファースト・アルバムはエドワーズによってプロデュースされ、シックのドラマーであったトニー・トンプソン、デュラン・デュランのメンバーであるジョン・テイラーとアンディ・テイラー、そして歌手のロバート・パーマーが参加した。エドワーズはこれに続いて、ロバート・パーマーのヒット・アルバム『リップタイド』をプロデュースした。彼は1980年代から1990年代にかけて、ダイアナ・ロス、アダム・アント、ロッド・スチュワート、ジョディ・ワトリー、グレイソン・ヒュー、エア・サプライ、ABC、デュラン・デュランなどのアーティストをプロデュースし続けた。
エドワーズは、ジェニファー・ロペス、ビヨンセ、バスタ・ライムス、ビショップ・ラモント、トニー・イエイヨーなどの曲をプロデュースしてきたマルチプラチナの音楽プロデューサーであるバーナード・"フォーカス…"・エドワーズ・ジュニアの父であった。
エドワーズは1990年代初頭にシック再結成のためにナイル・ロジャースと再びチームを組み、1992年にアルバム『シック・イズム』をリリースした。

## その死
1996年、ナイル・ロジャースは日本たばこ産業の年間最優秀プロデューサーに選ばれ、同年4月にシックと共演するよう招待された。東京の日本武道館でのコンサートの直前に、エドワーズは病気になったが、ロジャースの主張にもかかわらず、ギグをキャンセルすることを拒否した。彼はなんとか演奏することができたが、時々助けられなければならなかった。ある時点で、エドワーズは演奏を再開する前に数秒間ブラックアウトした。ロジャースは、ベースがないことは意図的な即興だと考え、公演が終わるまで真実を知らなかった。コンサートの後、ナイルはバーナードを確認しに行き、どうなっているのか尋ねたところ、彼は「僕は元気さ。ただ、少し休みが要るね」と答えた。ナイルがバーナードに話しかけたのはこれが最後だった。エドワーズはホテルの部屋に引っこみ、後にロジャースによって死んでいる姿が発見された。検死官は、死因は肺炎であるとした。エドワーズの最後の公演は、1996年にアルバム『ライヴ・イン・ジャパン - トリビュート・トゥ・バーナード・エドワーズ』としてリリースされた。

## 影響
シックのヒット曲「グッド・タイムス」における彼のベースラインは、歴史上最もコピーされた曲の1つとなり、リリースされたときには多くのジャンルのミュージシャンに大きな影響を与え、クイーンの「地獄へ道づれ」にインスピレーションを与えた。
シックの曲「グッド・タイムス」は、1979年にシュガーヒル・ギャングの「ラッパーズ・ディライト」にクレジットされた（「曲「グッド・タイムス」ナイル・ロジャース / バーナード・エドワーズの音楽に基づいて」とヴァイナル盤のラベルにある）。これはメインストリーム・ヒットとなる最初のラップ・ソングであった。その後の数十年、ラップからパンク、テクノからポップまで、さまざまなジャンルのアーティストによってサンプリングされた。デュラン・デュランのベーシスト、ジョン・テイラーは、ソロ演奏中にしばしば敬意を表してこの曲を演奏し、エドワーズを彼の主な影響力として引用した。
エドワーズは、シック、シスター・スレッジ、ダイアナ・ロス、ロバート・パーマーとの共演で4つのグラミー賞にノミネートされた。
2005年9月19日、エドワーズはニューヨークで開催された式典でダンス・ミュージックの殿堂入りを果たしたとき、プロデューサーとしての彼の卓越した業績を称えられた。

## ディスコグラフィ

### ソロ・アルバム
- 『グラッド・トゥ・ビー・ヒア』 - Glad to Be Here (1983年)

### シック
- 『ダンス・ダンス・ダンス』 - Chic (1977年)
- 『エレガンス・シック』 - C'est Chic (1978年)
- 『危険な関係』 - Risqué (1979年)
- 『リアル・ピープル』 - Real People (1980年)
- 『テイク・イット・オフ』 - Take It Off (1981年)
- 『タング・イン・シック』 - Tongue in Chic (1982年)
- 『ビリーヴァー』 - Believer (1983年)
- 『シック・イズム』 - Chic-ism (1992年)
- 『ライヴ・イン・ジャパン - トリビュート・トゥ・バーナード・エドワーズ』 - Live at the Budokan (1999年)

### プロデュース作品
- ノーマ・ジーン・ライト : 『噂のサタデイ・ガール/ノーマ・ジーン登場!!』 - Norma Jean (1978年)
- シスター・スレッジ : 『華麗な妖精たち』 - We Are Family (1979年)
- シェイラ&B・デヴォーション : 『エレガンス・スペイサー』 - King of the World (1980年)
- シスター・スレッジ : 『ときめき』 - Love Somebody Today (1980年)
- ダイアナ・ロス : 『ダイアナ』 - Diana (1980年)
- デビー・ハリー : 『予感』 - Koo Koo (1981年)
- ダイアナ・ロス : 『スウェプト・アウェイ』 - Swept Away (1984年)
- マドンナ : 『ライク・ア・ヴァージン』 - Like a Virgin (1984年)
- パワー・ステーション : 『ザ・パワー・ステーション』 - The Power Station (1985年)
- デュラン・デュラン : 「007 美しき獲物たち」 - "A View to a Kill" (1985年) ※シングル
- ノナ・ヘンドリックス : 『ザ・ヒート』 - The Heat (1985年)
- ロバート・パーマー : 『リップタイド』 - Riptide (1985年)
- ベルイー・サム : "Round, Round" (1985年) ※シングル
- ジョー・コッカー : 『コッカー』 - Cocker (1986年)
- ミッシング・パーソンズ : 『カラー・イン・ユア・ライフ』 - Color in Your Life (1986年)
- エア・サプライ : 『ロンリー・イズ・ザ・ナイト』 - Hearts in Motion (1986年)
- ABC : 『アルファベット・シティ』 - Alphabet City (1987年)
- ハリウッド・ビヨンド : 『イフ』 - If (1987年)
- プラチナ・ブロンド : Contact (1987年)
- ジョディ・ワトリー : 『ジョディ・ワトリー』 - Jody Watley (1987年)
- ロッド・スチュワート : 『アウト・オブ・オーダー』 - Out of Order (1988年)
- ディスタンス : 『アンダー・ザ・ワン・スカイ』 - Under the One Sky (1989年)
- ジェームス・フレウド : Step into the Heat (1989年)
- イアン・ハンター : 『一匹狼』 - YUI Orta (1990年) ※with ミック・ロンソン
- トリプレッツ : 『ブレイク・ザ・サイレンス』 - Break the Silence (1990年)
- ロッド・スチュワート : 『ヴァガボンド・ハート』 - Vagabond Heart (1991年)
- グレイソン・ヒュー : Road to Freedom (1992年)
- パワー・ステーション : 『リヴィング・イン・フィア』 - Living in Fear (1996年)
- ジョニー・マティス : I Love My Lady (2017年) ※1981年録音

### 参加アルバム
- デヴィッド・ボウイ : 『レッツ・ダンス』 - Let's Dance (1983年)
- ポール・サイモン : 『ハーツ・アンド・ボーンズ』 - Hearts and Bones (1983年)
- ミック・ジャガー : 『シーズ・ザ・ボス』 - She's the Boss (1985年)
- リサ・ダルベロ : 『She』 - She (1987年)
- キャシー・デニス : 『キャシー・デニス』 - Move to This (1990年)
- ロッド・スチュワート : 『ユア・ザ・スター』 - A spanner in the Works (1995年)